# Turtle River (afluent del Bowstring)
Turtle River és un riu de Minnesota  afluent del riu Bowstring, al seu torn afluent del Big Fork River. El seu cabal, en una mesura puntual al seu pas pel comtat d'Itasca l'agost del 1972, era d'uns 0,353 m3/s (12,5 cfs [peus cúbics per segon]) També recull les aigües del Little Turtle Creek.